# Grijze apalis
De grijze apalis (Apalis cinerea) is een zangvogel uit de familie Cisticolidae.

## Verspreiding en leefgebied
Deze soort komt voor in centraal en oostelijk Afrika en telt drie ondersoorten:
- A. c. cinerea: Nigeria, Kameroen en van oostelijk Congo-Kinshasa en zuidelijk Soedan tot centraal Kenia en noordwestelijk Tanzania.
- A. c. sclateri: Mount Cameroon (zuidwestelijk Kameroen) en Bioko.
- A. c. grandis: westelijk Angola.

## Status
De grootte van de populatie is niet gekwantificeerd maar de soort wordt omschreven als algemeen. Op de Rode lijst van de IUCN heeft deze soort de status niet bedreigd.